# Edder Nelson Martin
Edder Nelson Martin (Limón, 26 de junio de 1986) es un exfutbolista costarricense. Jugaba como Lateral, ha jugado con el Limón Fútbol Club de la Primera División de Costa Rica y desde abril de 2022 su equipo es la Limón Black Star de la Segunda División de Costa Rica.
El 4 de mayo de 2021 fue señalado por agredir a un perro que vive en la Villa Olímpica de la localidad de Desamparados.

## Clubes
| Club                    | País       | Año         |
| ----------------------- | ---------- | ----------- |
| Limón Fútbol Club       | Costa Rica | 2007 - 2008 |
| Municipal Grecia        | Costa Rica | 2008 - 2010 |
| Puntarenas Fútbol Club  | Costa Rica | 2010 - 2011 |
| FK Senica               | Eslovaquia | 2011 - 2012 |
| Club Sport Cartaginés   | Costa Rica | 2012 - 2013 |
| Municipal Pérez Zeledón | Costa Rica | 2014 - 2015 |
| Limón Fútbol Club       | Costa Rica | 2015 - 2016 |
| Club Sport Herediano    | Costa Rica | 2016        |
| UCR Fútbol Club         | Costa Rica | 2017 -      |